# Chonocephalus vadoni
Chonocephalus vadoni är en tvåvingeart som beskrevs av Renaud Maurice Adrien Paulian 1958. Chonocephalus vadoni ingår i släktet Chonocephalus och familjen puckelflugor.
Artens utbredningsområde är Madagaskar. Inga underarter finns listade i Catalogue of Life.